# Jürgen Brosius

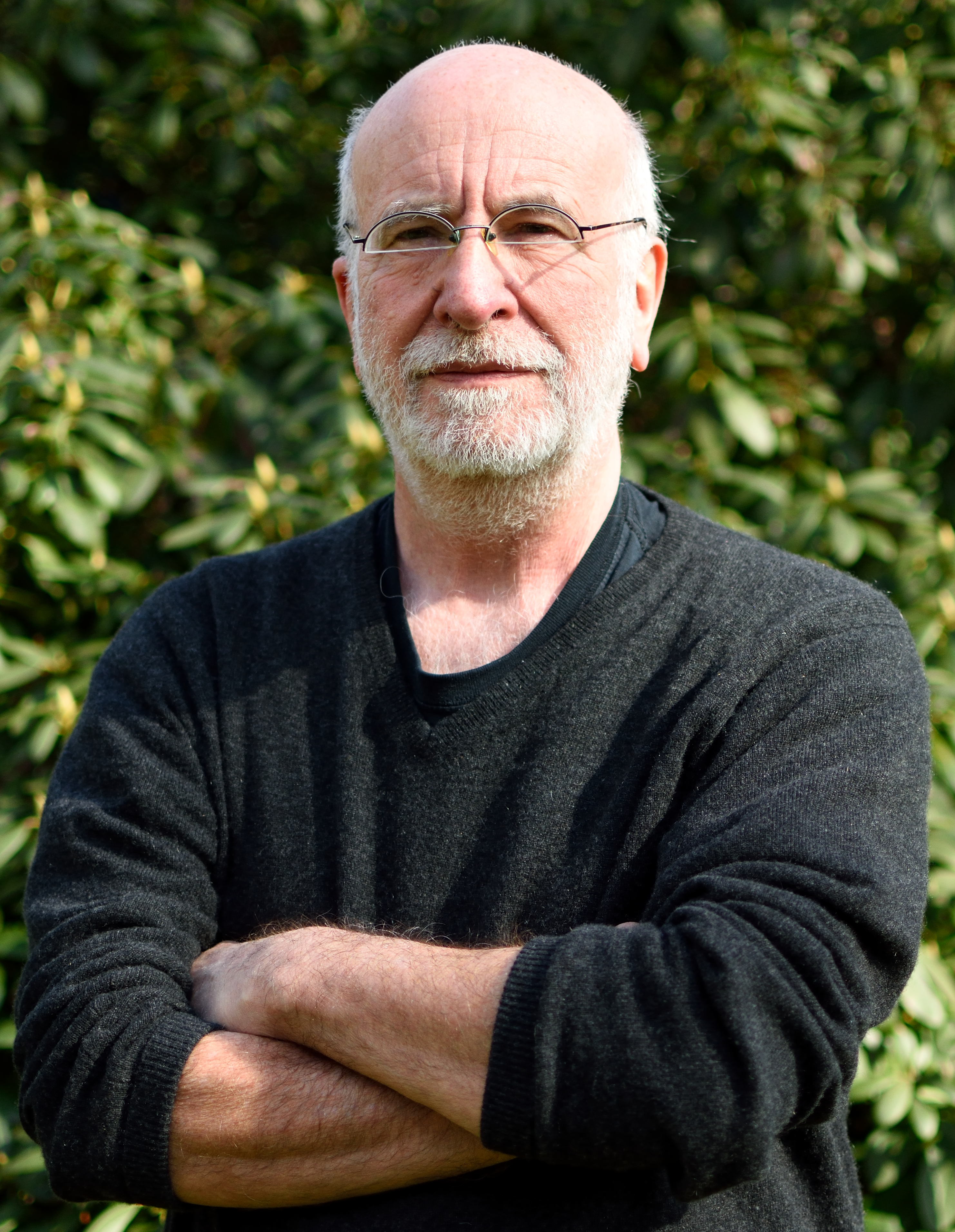
Jürgen Brosius

Jürgen Brosius (* 1948 in Saarbrücken) ist ein deutscher Molekulargenetiker und Evolutionsbiologe. Er lehrt an der Westfälischen Wilhelms-Universität in Münster und leitet dort das Institut für Experimentelle Pathologie.

## Leben
Jürgen Brosius forschte und lehrte unter anderem an der University of California, Santa Cruz als Postdoctoral Fellow in dem Labor von Harry Noller sowie an der Harvard University als Postdoctoral Fellow in dem Labor des Nobelpreisträgers Walter Gilbert. Von 1982 bis 1988 hatte er eine Professur an der Columbia University in Manhattan im Centre for Neurobiology & Behavior inne. Anschließend war er am Fishberg Research Center for Neurobiology der Mount Sinai School of Medicine in New York. Seit 1994 leitet er das Institut für experimentelle Pathologie der Universität Münster und forscht an RNAs, Retroposition und deren Rolle bei der Evolution von Genen und Genomen. Seit 2015 ist er auch Gastprofessor an der neu gegründeten Privatuniversität Medizinische Hochschule Brandenburg Theodor Fontane.
In Kalifornien klärte er als erster die Sequenz eines ribosomalen RNA-Operons auf einschließlich der 16S rRNA und 23S rRNA, und in den 1980er Jahren begann er, die Ära der RNomics einzuläuten.
Auf ihn gehen auch Forschungserkenntnisse im Bereich der Konvertierung von RNA zu DNA bei gleichzeitiger Integration ins Genom (Retroposition) und deren Bedeutung für die Plastizität von Genomen zurück. In Zusammenarbeit mit Stephen Jay Gould hat er eine Nomenklatur (On "genomenclature": a comprehensive (and respectful) taxonomy for pseudogenes and other "junk DNA") publiziert, die für ein besseres Verständnis für die Funktion von retroposons (retronuons) und deren Bedeutung für die Rekrutierung oder Exaptation von funktionalen genomischen Modulen sorgen soll.